# Platja del Cap Roig
La platja del Cap Roig és una platja semiurbana del municipi de l'Ampolla (Baix Ebre) situada a la urbanització Cap Roig, entre la punta de Pinyana al sud, i el Cap Roig al nord-est. Està delimitada de manera natural mitjançant roques a banda i banda de la platja. Està envoltada de roquissars rogencs i d'una vegetació frondosa en la què hi predominen les pinedes i els garrofers. Té una longitud de 190 m i una amplada de 40 m, de sorra fina i un pendent d'entrada a l'aigua moderat. Disposa de senyalitzacions, servei de socorrisme i salvament, dutxes i sanitaris, guinguetes, bar restaurant i lloguer de gandules. S'hi accedeix fàcilment a peu o en cotxe.
L'Agència Catalana de l'Aigua efectua un control setmanal de la qualitat de l'aigua, durant la temporada de bany, amb el resultat d'excel·lent. Està guardonada amb la Bandera Blava, que reconeix internacionalment la qualitat de l'aigua i serveis.